# Rugby Club Metz Moselle
Maillots
Actualités
Le Rugby Club Metz Moselle est un club de rugby à XV français fondé en 1961.
Il évolue en Fédérale 3 pour la saison 2023-2024, après avoir été relégué lors de la saison 2022-2023

## Historique
Le club est créé en 1961 sous l'impulsion de son premier président Guy Rumpler. Il reste en poste jusqu'à la fin de la décennie. C'est sous sa présidence que le club fusionne en 1967 avec celui d'Homécourt, alors dirigé par Maurice Bert.
Celui-ci devient le président du Rugby Club sportif de Metz Homécourt en 1969. Grâce à l'implication de ses deux principaux mécènes (Maurice Bert, qui est lié à la sidérurgie lorraine, et Roger Capri, industriel local), le RCSMH participe aux phases finales du championnat de France de Nationale 3, la troisième division, en 1973-1974. Après avoir battu le CS Annonay 16-10 en 16e de finale, il chute en 8e de finale contre le Stade de Reims (4-16), mais accède tout de même en deuxième division, la Nationale 2, pour la saison 1974-1975. Cette progression est permise par les efforts du président Bert, qui offre des emplois dans ses usines aux joueurs du club. Lors de sa mandature, une tribune et des vestiaires sont adjoints au stade du club, alors situé en pleine ville, rue Lothaire. Il faut attendre 1987 et la fin de la présidence d'Hubert Richert pour qu'un club-house y voit le jour. 
Sportivement, cette période est compliquée pour Metz Homécourt, qui joue dans le championnat régional et ne retrouve la Nationale 3 qu'à la fin des années 1980. Le décès accidentel de l'un des joueurs en septembre 1987 endeuille également le club.
Un nouvel élan est alors donné par Alain Lux, un président ambitieux qui parvient à attirer à Metz Christian Cabanes. Il devient entraîneur-joueur, et sous son management, le RCSMH frôle la montée en Nationale 1, le troisième niveau. Le club évolue ainsi en Nationale 2 de 1990 à 1998, avant d'être relégué en Nationale 3.
Les installations du club déménagent à la Grange-aux-Bois, en périphérie, à partir de la saison 1999-2000, sous la présidence de Gérard Michaut. La saison est couronnée de succès avec une montée en Nationale 2. Mais Metz redescend immédiatement à la fin de saison, poursuivant son yo-yo entamé en 1998, et qui se prolonge jusqu'en 2004 où le RCMM se stabilise en Fédérale 3, la cinquième division. En 2009, Metz descend encore d'un cran pour disputer la saison 2009-2010 d'Honneur.
Consécutivement à ces années moroses du point de vue de ses résultats et fort de ses initiatives en matière de formation (classes sport études collège, classes sport études lycée, actions estivales dans les quartiers, etc.), le club tente de retrouver le lustre d'antan sous les présidences de Jean-Marc Schoentgen, puis de Michel Jung. Comme la plupart des clubs lorrains, Metz doit composer avec la moindre attractivité du rugby dans la région, encore loin derrière les autres sports collectifs (football, handball, basket-ball).
Depuis 2004, le Rugby Club Metz Moselle organise chaque année le Challenge Julien Lajoye. Ce tournoi international de Rugby en M15 (Minimes de moins de 15 ans) réunit des clubs régionaux, des clubs français de renom et des clubs européens, qui trouvent le moyen par cette occasion, dès le début de l'année sportive en septembre, de former leur équipe et de souder les joueurs. Pour sa 9e édition, le Challenge Julien Lajoye a franchi une étape de plus en s'inscrivant dans le giron du Super Challenge de France. L'édition de septembre 2012 a été une phase qualificative pour la finale du Super Challenge de France Espoirs. Le RCMM est d'ailleurs l'organisateur de la finale 2013 du Super Challenge de France Espoirs, à Metz en mai 2013. Le 15 juin 2019, l'école de rugby organise pour la seconde fois la finale nationale du Challenge Espoir - Midi olympique.

## Identité visuelle

### Logo

Évolution du logo
Ancien logo.
Logo actuel.

## Personnalités du club

### Présidents
- 1961-1969 :  Guy Rumpler
- 1969-1977 :  Maurice Bert
- 1977-1981 :  Jean Azais
- 1981-1986 :  Hubert Richert
- 1986-1993 :  Alain Lux
- 1993-2000 :  Gérard Michaut
- 2000-2004 :  Bertrand Kimmel
- 2004-2012 :  Jean-Marc Schoentgen
- 2012-2016 :  Michel Jung
- 2016-2017 :   Adam Hachemi
- 2017-2020 :  Hubert Barth
- 2020-2022:  Sébastien Leinheiser
- 2022-2024: Hubert Barth et Morgan Parra
- 2024: Patrick CAPELLE

### Entraîneurs
- 2002 :  Antonio Parra
- 2010-2012 :  Laurent Giry
- 2012-2017 :  Antonio Parra
- 2017-2021 :  Geoffrey Philippe
- 2021- 2022:  Ludovic Mercier
- 2022-2024 :  Geraud Gas
- 2024: Johannes GROBLER, Alexandre BONJEAN et Sébastien VARD (B)

### Joueurs
Le RCMM a entre autres formé Morgan Parra ainsi que Jean-Marcellin Buttin et Léo Bastien, tous trois internationaux français[réf. nécessaire].
Plus récemment, Rayne Barka et Paul Mallez, passés tous les deux dans les effectifs licenciés à Metz[réf. nécessaire] sont champions du monde des moins de 20 ans en juin 2019.